# Halophiloscia ortschi
Halophiloscia ortschi är en kräftdjursart som beskrevs av Albert Vandel1957. Halophiloscia ortschi ingår i släktet Halophiloscia och familjen Halophilosciidae. Inga underarter finns listade i Catalogue of Life.